# Хомячок Кэмпбелла
Хомячок Кэмпбелла (лат. Phodopus campbelli) — вид мохноногих хомячков семейства Хомяковые. Видовое название дано в честь члена британской консульской службы в Китае Чарльза Уильяма Кэмпбелла (1861—1927), который собрал образцы хомяка на китайско-русской границе в 1904 году. Хомяк обитает в Монголии (почти на всей территории страны), на севере Китая (преимущественно во Внутренней Монголии, но встречается и в Хэйлунцзяне и Синьцзяне), а также в России (в Туве, Бурятии, Забайкальском крае) и в Казахстане. Популярное домашнее животное.
Ранее некоторыми специалистами считался подвидом джунгарского хомячка, однако по современным представлениям, это два разных вида.

## Внешний вид и особенности строения
Похож на джунгарского хомячка. Длина тела с головой 76—105 мм, хвост короткий (4—14 мм); весит около 40—60 г. Голова округлая, морда короткая. В природе шерсть тёмно-серая с коричневым, на спине от шеи до основания хвоста тёмная полоса, волос на брюхе серый у основания и белёсый к кончику, подошвы покрыты белым волосом. Домашние же хомячки бывают самых разнообразных цветов, от чёрного до белого. Цвет шерсти постоянный, от времени года не зависит.
Как и у джунгарских хомячков, в углах рта имеются железистые комплексы — мешочки с окружающим их секреторным полем. Симбиотические бактерии (в основном Streptococcus faecium и Microbacterium oxydans), живущие на субстрате из активно слущивающегося эпидермиса внутренней стенки мешочка и секрета сальных желёз, вырабатывают секрет с резким характерным запахом. У взрослых животных это вещество важно для нормализации процесса пищеварения и поддержания иммунного статуса, а у детёнышей способствует нормальному росту и развитию; возможно, он также помогает находить по запаху спрятанную еду.
Внешние отличия от джунгарского хомячка:
- меньший размер ушей;
- отсутствует тёмное пятно на макушке;
- тёмная полоса на спине у́же и более отчетлива;
- основы волос на брюхе серые (у джунгарского хомячка белые);
- не меняет цвет шерсти зимой.

## Образ жизни
Хомячок Кэмпбелла — ночное животное. В природе обитает в степи, полупустынях и пустынях. Живёт небольшими группами или парами с чётко выраженным вожаком; территориален по отношению к другим хомячкам своего вида. Роет норы не глубже метра, с 4—6 входами, гнездовой камерой и камерой для хранения семян. Иногда использует норы малых песчанок. Зимой в спячку, видимо, не впадает, к торпору не склонен. Всеяден, питается в основном семенами, употребляет насекомых.

## Размножение
Самки могут впервые забеременеть в возрасте от 6—9 недель (рождённые зимой и весной) до 6—8 месяцев (рождённые летом и осенью). Они обладают послеродовой рецептивностью: родив один выводок, оставляют его в норе и снова спариваются, после чего выкармливают родившихся детёнышей, будучи беременными следующими. Норы самки готовят заранее, выстилая тёплыми материалами (наиболее ценима ими овечья шерсть, найденный клок они тщательно перетаскивают в нору по частям в защёчных мешках); для нового выводка готовится новая нора.
Период размножения в природе с апреля по октябрь (объём семенников самцов, живущих в условиях длинного светового дня, в 10 раз больше, чем у живущих в условиях короткого). Беременность длится в среднем 18 дней (по другим данным 20—22). За год самки приносят 3—4 помёта, в одном выводке 4—9 детёнышей. Детёныши мохноногих хомячков рождаются с резцами, но голыми, слепыми и с заклеенными ушными раковинами, а развиваются очень быстро (быстрее, чем у сирийского и китайского хомячков и большинства других грызунов, полностью самостоятельны к 16—20 дню).
В неволе хомячки легко размножаются, однако неопытным людям, не знакомым с генетикой и досконально не знающим правил ухода за хомячками, крайне не рекомендуется этим заниматься. Ни в коем случае нельзя держать самку вместе с самцом — во-первых, хомяки Кэмпбелла одиночки и не терпят других животных на своей территории; во-вторых, частые роды истощают самку, приводя к болезням и сокращая её жизнь. Также, при частых необдуманных вязках может появиться нежизнеспособное потомство. Рекомендуемое максимальное количество приплодов для одной самки — 3 за всю жизнь, учитывая перерыв между вязками 2-3 месяца. К вязке допускаются только здоровые хомячихи старше 4-х месяцев и моложе года, чей вес составляет более 40 грамм..

### Репродуктивное поведение самцов
К. Е. Вин-Эдвардс в 1987 году провела эксперименты, на основе которых сделала вывод, что хомячки Кэмпбелла облигатно моногамны — участие самца в уходе за потомством значительно повышает его выживаемость; однако позднейшие наблюдения не подтвердили этот вывод. Было замечено, что в природе самцы джунгарского хомячка остаются с потомством чаще, чем у хомячка Кэмпбелла, а в спаривании у последнего принимает участие обычно несколько самцов. К самке, готовой к спариванию, они подходят часто заранее, и с расстояния до 1,5—2 км, видимо, ориентируясь по запаху, а вблизи — по писку. Самцы уступают самку друг другу согласно иерархии, иногда происходят малоожесточённые драки. После того, как самка уходит от выводка, самец иногда приходит к детёнышам на день и приносит им еду; совместного ухода за потомством у диких мохноногих хомячков не наблюдалось. Содержание в присутствии взрослого самца ускоряет развитие у самочек, но замедляет у молодых самцов; предположительно, эффект обусловлен воздействием секрета среднебрюшной железы.
В лаборатории наблюдали, что самцы помогают самкам при родах: слизывают амниотическую жидкость, извлекают детёнышей при помощи передних лап или резцов, очищают им ноздри, вылизывают, поедают (совместно с самкой) плаценту, приводят гнездовую зону в порядок и переносят туда детёнышей. Самцы оставались с детёнышами, когда самка отлучалась из гнезда.

## Уход и содержание
Приручать хомячков Кэмпбелла как правило труднее, чем хомячков других видов; они любят кусать хозяев за пальцы, и некоторых особей можно брать на руки только в кожаных перчатках. Хомяководы не рекомендуют парное или групповое содержание из-за опасности драк; клетка или террариум должен быть размером по дну не менее 2400 см² (например 60×40 см). В клетке желательно устроить «домик»; для подстилки хороши сухие стружки, обязательно не хвойных деревьев, так как хвоя содержит вещества, вредные для легких животного. Также, можно использовать кукурузный наполнитель промышленного изготовления. Для строительства гнёзд хомячкам дают белые салфетки без рисунков и ароматизаторов. Вата, даже та, которая в теории предназначется грызунам, категорически запрещена, так как животное может запутаться в ней и серьезно повредить лапы. В жилище хомяка обязательно должно быть сплошное колесо не менее 17-20 см в диаметре. Для стачивания зубов стоит дать хомячку веточки лиственных пород деревьев. Кормят хомячков в основном зерносмесями промышленного изготовления, состоящими из овса (обязательно очищенного, неочищенный может поранить защечный мешок), пшеницы, ржи, проса, семян подсолнечника, прочих злаков и сушеных овощей. Хомякам также необходимы свежие овощи и (летом) трава, листья одуванчика, клевера, собранные в экологически чистой местности и предварительно промытые; регулярно, 1-2 раза в неделю, следует давать им животный белок (нежирное, несоленое отварное мясо, рыба, творог обезжиренный, варёное яйцо). Хомячки Кэмпбелла склонны к диабету, поэтому не следует давать им еду с содержанием сахара — фрукты, морковь, подслащенные корма и лакомства. Обычно хомяки пьют мало, получая достаточно влаги с пищей, но вода им необходима. Частое и обильное питье может быть симптомом диабета или других заболеваний и должно насторожить хозяина. При проявлении признаков плохого самочувствия у животного следует незамедлительно обратиться к родентологу — ветеринару-специалисту по грызунам, так как все процессы в организме хомяка происходят очень быстро..